# 헤텝세켐위
헤텝세켐위는 이집트 제2왕조의 첫 파라오이다. 호루스 이름은 헤텝세켐위로, "권력 안에서 기뻐한다"는 뜻이다.)
제1왕조의 카아를 대체하여 제2왕조를 개창하였다. 카아와 마찬가지로 아비도스 출신이다. 어떠한 이유로 왕조가 교체되었는지에 대해서는 정확한 기록이 없다. 그의 이름은 각종 파라오 연대기 문건은 물론, 사제 헤테프-디프의 상 뒷면에도 나와 있다. 이 파라오 시기에 그 동안 시행되는 순장 풍습을 폐지하고, 그 대신 우샤브티를 만들어 망자와 같이 매장하게 되었다.
마네토의 연대기에 따르면 헤텝세켐위는 38년을 통치하였다.

## 참고 문헌
- 피터 클레이턴(Peter Clayton) 저, 정영목 역, 《파라오의 역사》, 까치, 2004

| 전임 카아 | 제1대 이집트 제2왕조의 파라오 38년 | 후임 라네브 |